# پائولو فورناچاری
پائولو فورناچاری (ایتالیایی: Paolo Fornaciari؛ زادهٔ ۲ فوریهٔ ۱۹۷۱) دوچرخه‌سوار اهل ایتالیا است. وی در مسابقات تور دو فرانس و جیرو دیتالیا شرکت کرده است.